# Горобець Іван Юхимович
Іван Юхимович Горобець (27 вересня 1926, село Яреськи, тепер Миргородського району Полтавської області — ?) — український радянський діяч, секретар Полтавського обкому КПУ.

## Біографія
Народився в селянській родині. До 1941 року закінчив 8 класів школи в селі Яреськи, був членом ВЛКСМ.
З лютого 1944 по вересень 1950 року — в радянській армії, учасник німецько-радянської війни. Військову службу розпочинав курсантом, служив у 24-й повітряно-десантній бригаді.
Освіта вища. Член КПРС.
На 1959 рік — інструктор Октябрського районного комітету КПУ міста Полтави.
На 1961—1962 роки — секретар Полтавського міського комітету КПУ.
7 червня 1968 — 9 лютого 1974 року — завідувач відділу пропаганди і агітації Полтавського обласного комітету КПУ.
9 лютого 1974 — 1987 року — секретар Полтавського обласного комітету КПУ з питань ідеології.
Автор книги «Серцем тобі присягаю» (1981).

## Звання
- підполковник

## Нагороди
- орден Вітчизняної війни ІІ ступеня (6.04.1985)
- ордени
- медаль «За перемогу над Німеччиною у Великій Вітчизняній війні 1941—1945 рр.»
- медалі